# Oberdorla
Oberdorla – dzielnica gminy Vogtei w Niemczech, w kraju związkowym Turyngia, w powiecie Unstrut-Hainich. Do 30 grudnia 2012 samodzielna gmina, siedziba wspólnoty administracyjnej Vogtei, która dzień później została rozwiązana.